# آرمینه خاچاتریان
آرمینه خاچاتریان (ارمنی: Արմինե Խաչատրյան؛ ۱۶ سپتامبر ۱۹۸۶) بازیکن فوتبال در پست مدافع اهل ارمنستان است.

## باشگاهی
از باشگاه‌هایی که در آن بازی کرده‌است می‌توان به بانانتس اشاره کرد.

## تیم ملی
وی همچنین در تیم ملی فوتبال تیم ملی فوتبال زنان ارمنستان بازی کرده‌است. خاچاتریان نخستین بازی ملی خود در چهارچوب مقدماتی جام جهانی فوتبال زنان ۲۰۱۱ در تاریخ ۱۹ سپتامبر ۲۰۰۹ در ایروان در مقابل فنلاند انجام داده‌است.